# Breath of Fire I
Breath of Fire I, det första spelet i Breath of Fire-serien. Spelet släpptes först till SNES och sedan i en uppdaterad version på GBA.

## Handling
Det handlar om en ung pojke, Ryu, som utforskar landet. Han möter den mystiska Nina, som hjälper honom att leta efter besvärjelser och hemligheter.

## Spelbara figurer
- Ryu
- Nina
- Bo
- Karn
- Gobi
- Bleu
- Ox
- Mogu